# Rod Taylor
Rodney Sturt "Rod" Taylor, född 11 januari 1930 i Sydney, New South Wales, Australien, död 7 januari 2015 i Los Angeles, Kalifornien, var en australisk-amerikansk skådespelare.
Han var egentligen utbildad konstnär men valde istället skådespelarbanan. Han framträdde på scen i hemlandet och även i ett par filmer, innan han 1955 kom till Hollywood. Där medverkade han bland annat i Tidmaskinen (1960), Alfred Hitchcocks Fåglarna (1963) samt Dark of the Sun (1968). Han syntes även mycket på TV, bland annat i Maktkamp på Falcon Crest.

## Filmer, ett urval
- 1954 – Long John Silver
- 1958 – Vid skilda bord
- 1960 – Tidmaskinen
- 1961 – Pongo och de 101 dalmatinerna
- 1963 – Fåglarna
- 1963 – Hotel International
- 1964 – 36 timmar
- 1965 – Operation "Likvidering"
- 1966 – Spion i trosor
- 1968 – Attentat planeras
- 1968 – Dark of the Sun
- 1973 – The Deadly Trackers
- 1982 – A Time to Die
- 1985 – Mask of Murder
- 1997 – Welcome to Woop Woop
- 2007 – Kaw
- 2009 – Inglourious Basterds

## TV-serie
- Falcon Crest (säsongerna 1988-1990)